# Thomas Tredgold
Thomas Tredgold (Brandon, 22 agosto 1788 – Londra, 28 gennaio 1829) è stato un ingegnere, scrittore e tecnologo britannico. 
Fu un autodidatta, e pubblicò (dal 1820) notevoli scritti sulla resistenza dei materiali, la navigazione a vapore e le ferrovie, oltre al suo metodo di semplificazione, detto di Tredgold, usato in meccanica per il calcolo del grado di irregolarità in un motore di tipo alternativo.
Secondo Russell, W.A., "Deflection Characteristics of Residential Wood-Joist Floor Systems" Housing Research Paper 30, HHFA, Washington, D.C., 1954, si deve a Tredgold il primo suggerimento di limitare la freccia massima nei solai a L/480 (L=luce della campata) per prevenire fessurazioni, nonché di aver riconosciuto l'importanza della rigidezza strutturale in modo da poter camminare su un solaio senza fastidiose vibrazioni.